# Segesta

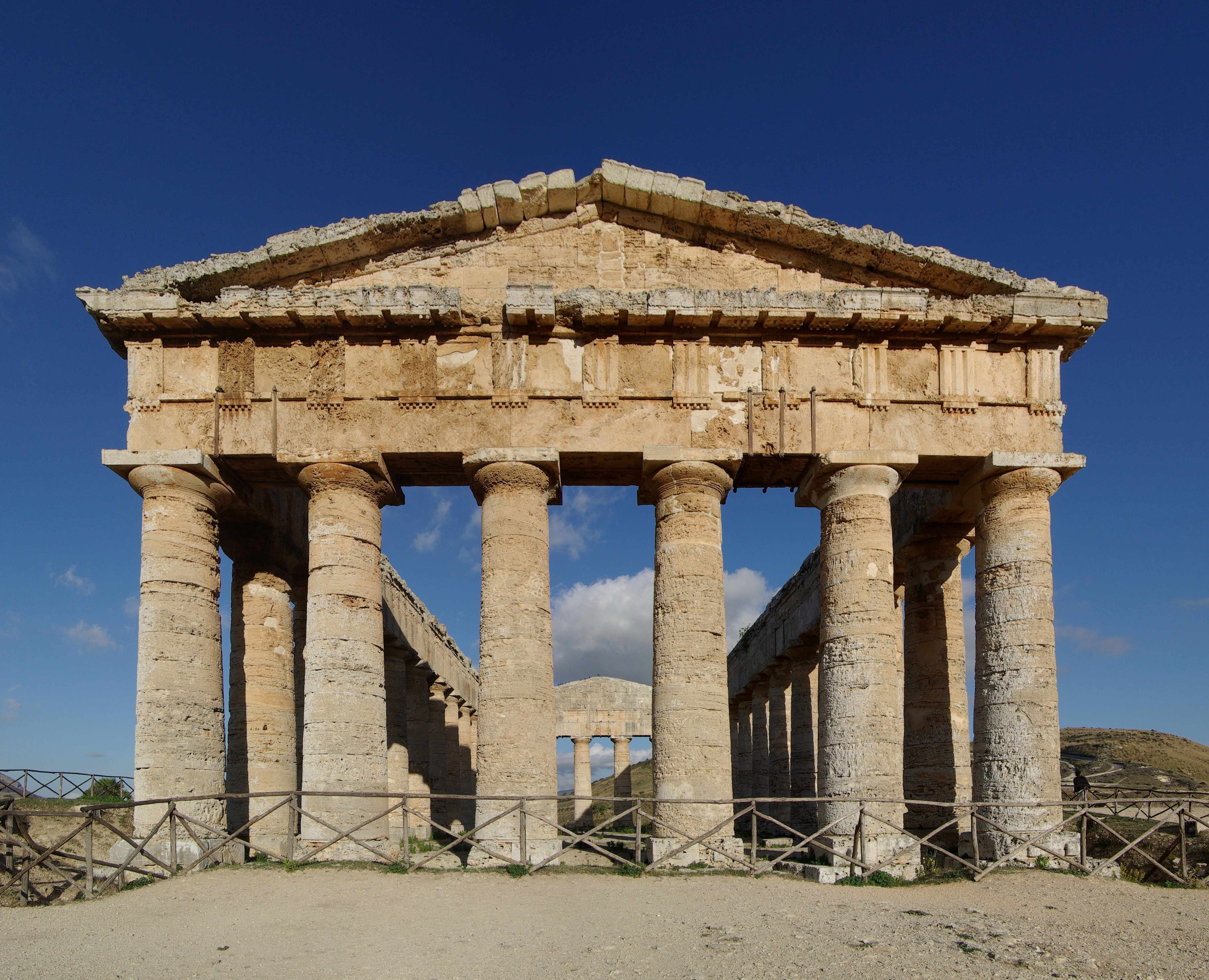
Tempel in Segesta

Segesta war eine antike Stadt im Nordwesten Siziliens. Sie lag auf dem 410 m hohen Monte Barbaro beim heutigen Calatafimi Segesta zwischen Alcamo und Gibellina im Freien Gemeindekonsortium Trapani.
Die Stadt war eines von drei politischen Zentren der Elymer, einer von drei in antiken Quellen unterschiedenen einheimischen Bevölkerungsgruppen der Insel. Die beiden anderen Zentren der Elymer waren Eryx und Entella.

## Lage
Die Ruinen von Segesta liegen an den Hängen des Monte Barbaro, etwa 305 Meter über dem Meer. Steile Abhänge auf mehreren Seiten und eine Stadtmauer an der flacheren Seite in der Nähe des Tempels schützten die Stadt. In dieser Lage kontrollierte Segesta die Hauptstraßen zwischen der Küste und dem Hinterland, zudem ist vom Hügel aus der Golf von Castellammare zu überschauen. Außerdem besteht Sichtkontakt zu den beiden anderen Zentren der Elymer, Eryx und Entella, sodass Signale zwischen diesen drei Städten gesendet werden konnten.
Von der Anlage der Stadt ist wenig bekannt. Luftbildaufnahmen deuten eine regelmäßige Bebauung in Terrassen an, die dem natürlichen Terrain Rechnung getragen zu haben scheint. Die heute sichtbaren Ruinen stammen wohl aus der Zeit des Wiederaufbaus durch Agathokles. Bei Ausgrabungen auf dem Hügel wurde eine Festung aus der Normannenzeit (12. Jahrhundert) freigelegt, in der sogar noch frühere Reste einer Moschee festzustellen sind. Auch ein Friedhof mit einer Kirche aus dem 15. Jahrhundert wurde gefunden.

## Geschichte

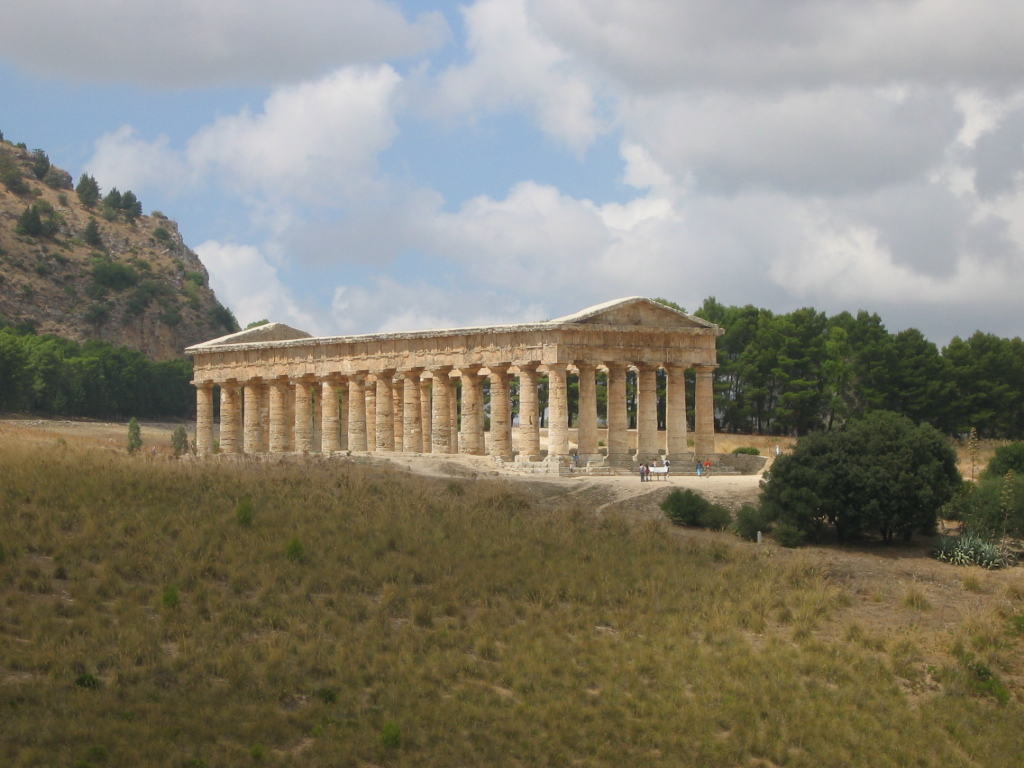
Tempel von Segesta

Nach der von Vergil in seiner Aeneis vermittelten Überlieferung war Segesta als Acesta eine gemeinsame Gründung des Königs Acestes und einer Gruppe aus Aeneas’ Gefolge.
Der Teil der Überlieferung, der besagt, dass der Name der Stadt ursprünglich Acesta (= unkeusche Frau) oder Egesta (= bittere Armut) gewesen sei und von den Römern in Segesta geändert wurde, um eine negative Bedeutung des Namens in der lateinischen Sprache zu vermeiden, wurde durch Münzfunde widerlegt.
Die Bevölkerung Segestas bestand in klassischer Zeit aus an die griechische Lebensweise angepassten Elymern, die um zugewanderte ionische Griechen ergänzt wurden. Die Stadt focht einen dauerhaften Konflikt mit der griechischen Stadt Selinunt aus, die danach strebte, über einen Hafen an der Küste des Tyrrhenischen Meeres zu verfügen.
Die ersten Zusammenstöße gab es wohl bereits 580 bis 576 v. Chr., dann erneut 454 v. Chr. Später hatte der Konflikt Auswirkungen auf ganz Sizilien: 415 v. Chr. bat Segesta Athen um Hilfe gegen Selinunt, was zu der verheerenden athenischen Expedition in Sizilien führte. Eine spätere Bitte um Hilfe an Karthago führte zur völligen Zerstörung Selinunts durch die Punier. Segesta blieb ein karthagischer Verbündeter, wurde von Dionysios I. von Syrakus 397 v. Chr. belagert und von Agathokles von Syrakus 307 v. Chr. zerstört, jedoch wieder aufgebaut.
276 v. Chr. war die Stadt mit Pyrrhus von Epirus verbündet, wechselte jedoch die Seite, als sie sich 260 v. Chr. Rom unterwarf. Sie wurde von den neuen Herren für ihre lange Verbindung zu Karthago nicht bestraft, sondern – im Gedenken an die mythische gemeinsame Herkunft – zu einer „freien und verbündeten“ Stadt (civitas libera et foederata) ernannt, die keine Tributzahlungen leisten musste.
104 v. Chr. war Segesta Ausgangspunkt des von Athenion angeführten Sklavenkriegs. Außerdem findet Segesta in den „Reden gegen Verres“ (Orationes in Verrem) Erwähnung: Gaius Verres wird darin von Cicero angeklagt, er habe ein „ehernes Bildnis der Diana“ gegen den Widerstand der Bewohner aus Segesta entfernen lassen.
Segestas Geschichte unter der Römerherrschaft liegt weitgehend im Dunkeln, es ist jedoch wahrscheinlich, dass die Bevölkerung sich aufgrund der besseren Handelsverbindungen nach und nach zur Hafenstadt Castellammare del Golfo hin orientierte. Die Stadt wurde schließlich im 5. Jahrhundert von den Vandalen zerstört.

## Bauwerke

### Tempel

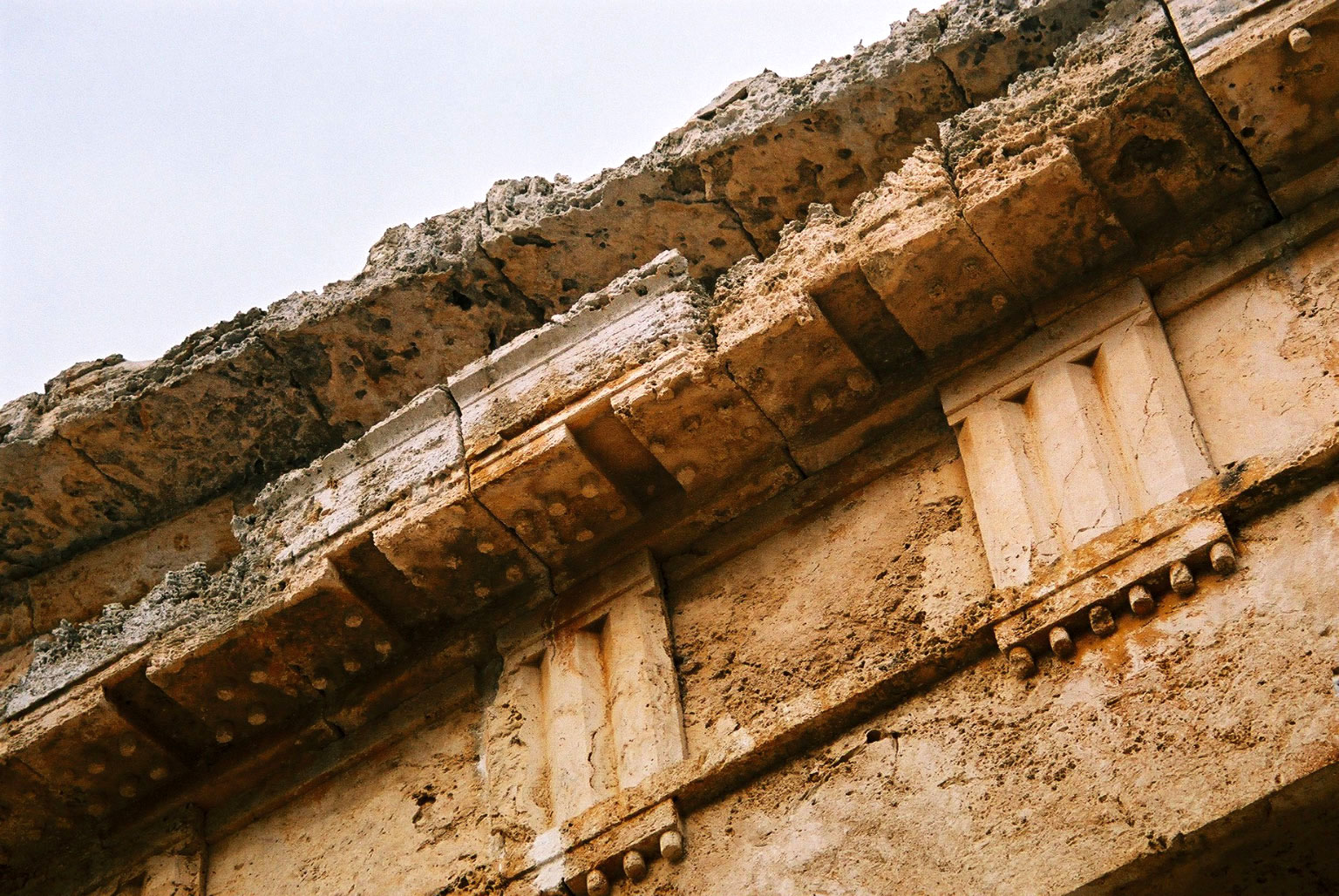
Dorischer Fries mit Triglyphen und Metopen

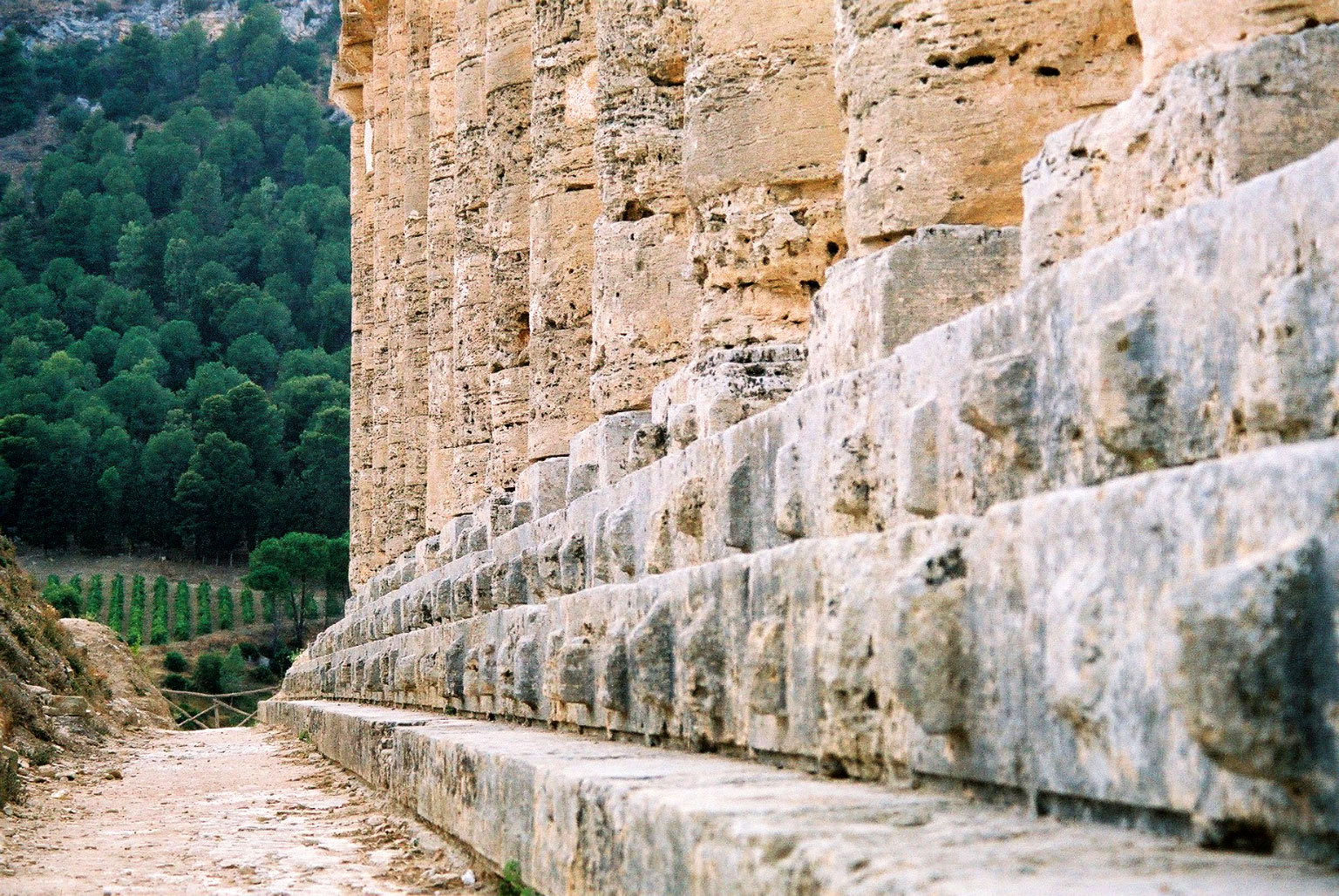
Steinnasen an den Stufenblöcken des Tempels

Der nicht fertiggestellte Tempel von Segesta wurde von Elymern wohl um 430/420 v. Chr. auf einem Hügel etwas außerhalb der Stadt errichtet, in einer beherrschenden Position gegenüber der Umgebung. Er ist im dorischen Baustil errichtet, was für die Elymer ungewöhnlich ist.
Er ist einer der am besten erhaltenen dorischen Tempel. Das liegt zum einen an seiner isolierten Lage – es gab keinen Versuch, ihn als Steinbruch zu verwenden –, zum anderen an dem Umstand, dass er nicht entweiht werden konnte, weil er nicht fertiggestellt und nicht geweiht worden war. Dass der Bau unvollendet ist, erkennt man besonders deutlich an den Säulen, die noch eine mehrere Zentimeter dicke Schutzschicht aufweisen. Diese sollte die Säulen beim Transport schützen und wäre normalerweise bei der Fertigstellung des Tempels abgeschlagen worden, wobei dann auch die Kanneluren geformt worden wären. Ferner zeigen die Stufen des Sockels noch die Steinnasen, die zum Befestigen von Seilen für den Transport der Steinblöcke verwendet und später abgeschlagen wurden. Dies beschrieb auch Goethe, der den Tempel am 20. April 1787 besuchte, in seiner Italienischen Reise; ferner erwähnte er das Fehlen eines geebneten Plateaus um den Tempel herum sowie den rohen Kalkfels im Inneren, der noch über das geplante Fußbodenniveau hinaus ansteigt.
Der Tempel weist einen peripteralen-Plan mit 6 auf 14 Säulen bei einer Grundfläche von 21 m × 56 m auf. Die Struktur des Tempels ist intakt, Sims und Tympanon sind an Ort und Stelle, die Vorrichtungen zum Heben der Blöcke, um die Säulen zu überdecken, sind noch am Boden vorhanden. Es gibt keine Spuren einer Cella oder eines Dachs.
Der Zweck des Tempels ist unklar, da Tempel dieser Art ansonsten bei den Elymern unbekannt sind. Es wird vermutet, dass Segesta das verbündete Athen um Baumeister gebeten hatte, die einen den Tempeln des benachbarten Selinunt vergleichbaren Repräsentationsbau errichten sollten. Einer anderen Hypothese nach sollte der monumentale Tempelbau eine athenische Gesandtschaft von der Macht Segestas überzeugen und Athen so als Partner für ein Bündnis gegen Selinunt gewinnen, was zu der Sizilienexpedition Athens führte.

### Theater

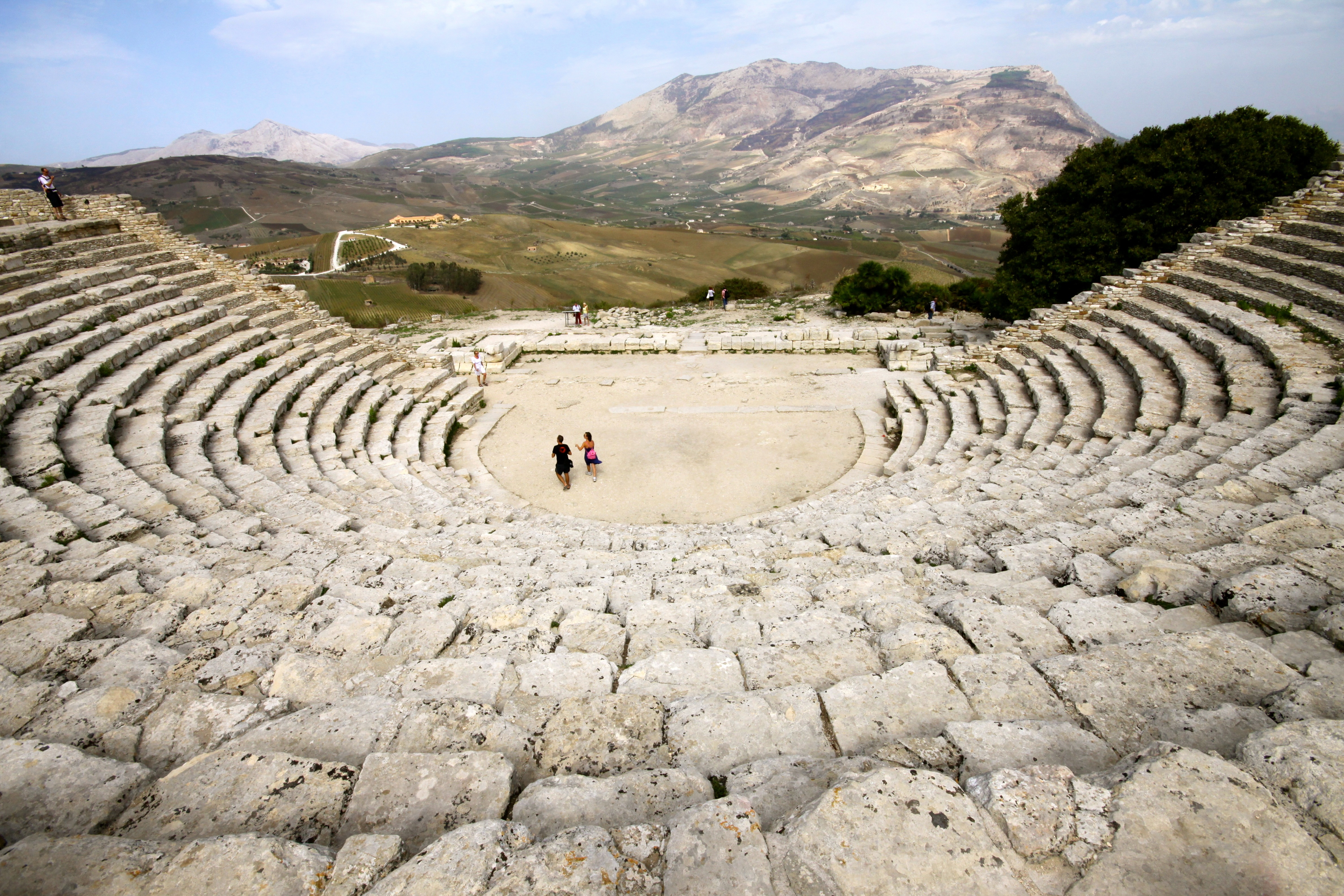
Theater von Segesta

Das Theater im griechischen Stil wurde im 3. oder 2. Jahrhundert v. Chr. auf der Nordseite des Monte Barbaro errichtet und lag östlich des Tempels. Es wurde um 100 v. Chr. von den Römern umgebaut und nach oben erweitert. Die halbkreisförmige Cavea wurde in den Fels gehauen. Sie hatte einen Durchmesser von 63 m. Die 20 Sitzreihen wurden durch Treppenaufgänge in sieben Blöcke unterteilt.
Die Sitzreihen des Theaters blieben erhalten, vom Bühnengebäude stehen nur noch die Grundmauern und geben den Blick auf Castellammare del Golfo frei.
Das Theater wurde inzwischen restauriert, im Sommer finden dort Freiluftaufführungen statt.